# Kinistino
Kinistino is een plaats (town) in de Canadese provincie Saskatchewan en telt 643 inwoners (2006).